# Леон, Донна
Донна Леон (англ. Donna Leon; род. 28 сентября 1942, Монтклэр, Нью-Джерси) — американская писательница. Является автором серии детективных романов. В 2003 году она получила литературную премию Корин.
Леон жила в Венеции более 30 лет и сейчас живёт в небольшой деревне Валь Мюстаир в горах Граубюнден в Швейцарии. У неё также есть дом в Цюрихе. В 2020 году она стала гражданином Швейцарии. Она преподавала английскую литературу в Европейском университетском колледже Мэрилендского университета в Италии и преподавала английский язык с 1981 по 1990 год на американской военной базе в Италии. Она перестала преподавать и сосредоточилась на письме и другой культурной деятельности в области музыки (особенно музыки барокко).
Все её романы о Брунетти происходят в Венеции или её окрестностях. Они написаны на английском языке и переведены на многие иностранные языки, но — по просьбе Леон — не на итальянский. Девятый роман о Брунетти «Друзья в высших кругах» был удостоен награды «Серебряный кинжал» Ассоциации криминальных писателей в 2000 году. Немецкое телевидение подготовило для трансляции 26 эпизодов о Комиссарио Брунетти.

## Ранняя жизнь
Донна Леон родилась в семье католиков, имевших сильную привязанность к Демократической партии. Её бабушка и дедушка по отцовской линии были испанцами, а бабушка и дедушка по материнской линии были ирландцами и немцами. Она выросла в Блумфилде, штат Нью-Джерси. Её родители уделяли большое внимание образованию дочери.
The Guardian сообщает: «Леон преподавала в Иране, пытаясь получить докторскую степень о Джейн Остин, когда революция 1978-79 годов прервала её учёбу и её жизнь. Когда несколько месяцев спустя ей вернули сундуки после поспешной эвакуации (под дулом пистолета, в автобусе), её документы пропали». Она вернулась в США и работала в Нью-Йорке, написав рекламную копию. Когда она впервые посетила Италию, она влюбилась в эту страну.
В 2015 году она покинула Венецию и начала делить своё время между собственными домами в Швейцарии, один в Цюрихе, а другой в горах. Она возвращается в Венецию примерно раз в неделю каждый месяц.

### Другие романы
Драгоценности рая (2012)

### Прочая литература

#### Книги
- Вкус Венеции: за столом с Брунетти (также известный как Поваренная книга Брунетти). — New York : Atlantic Monthly Press, 2010. — ISBN 9780802197108.
- Леон, Донна. Моя Венеция и другие эссе. — Первое; изд. в твёрдом переплете. — New York : Atlantic Monthly Press, 2013. — ISBN 9780802122803.

#### Книги с музыкальными записями
- Леон, Донна и Сова, Майкл и Гендель, Джордж Фридрих (композитор) и Кертис, Алан (дирижер) и Говен, Карина (сопрано) и Халленберг, Энн (меццо-сопрано) и Агнью, Пол и Зорци Джустиниани, Анисио (тенор). Бестиарий Генделя: В поисках животных в операх Генделя. — Первое. — New York : Atlantic Monthly Press, 2010. — ISBN 9780802119964. Книга и аудиозаписи. Краткое содержание WorldCat: «Литературное, визуальное и музыкальное исследование двенадцати арий Генделя, относящихся к животным. Дополнено записью компакт-диска, проведенной Аланом Кертисом с Кариной Говин (сопрано), Энн Халленберг (меццо-сопрано), Полом Агнью и Анисио. Зорзи Джустиниани (тенор)».
- Леон, Донна (автор) и Il Complesso Barocco (оркестр) и Минаси, Риккардо (дирижер) и Вивальди, Антонио (композитор). Венецианские курьёзы. — Первое. — New York : Atlantic Monthly Press, 2011. — ISBN 9780802122803. Книга и аудиозаписи. Краткое содержание Worldcat: «Писательница Донна Леон рассказывает несколько легендарных историй о Венеции, предлагая понимание венецианских обычаев прошлого и настоящего. Включает музыкальный компакт-диск с семью концертами Антонио Вивальди в исполнении Il Complesso Barocco под управлением Риккардо Минаси».
- Леон, Донна и Иль Помо д'Оро и Минаси, Риккардо (дирижер) и Капеццуто, Винченцо и Бартоли, Сесилия (Колоратурное меццо-сопрано). Гондола. — 2013. — ISBN 9780802122667. Книга и аудиозаписи. Краткое содержание Worldcat: «Эта увлекательная история гондолы, которая впервые использовалась в средневековой Венеции в качестве маневренной лодки для бегства, сопровождаемая компакт-диском с итальянскими лодочными песнями, показывает, как на протяжении веков она превратилась в плавучий дворец удовольствий, способствовавший романтическим выходкам. Венецианской элиты». Примечания: «На компакт-диске венецианской баркаролы в исполнении Il Pomo d’Oro под управлением Риккардо Минаси с участием Винченцо Капеццуто и Сесилии Бартоли».

## Спин-оффы
Романы Леон о комиссаре Брунетти породили множество дополнительных предприятий, в том числе:
- Путеводитель: Сепеда, доктор Тони (автор) и Леон, Донна (Введение). Венеция Брунетти: прогулки с самым любимым детективом города. — в мягкой обложке. — New York : Grove Press, 2009-04. — ISBN 978-0802144379.
- Пешеходные экскурсии по Венеции Гвидо Брунетти с сопроводительными картами: доктор Тони Сепеда, «единственный лектор, уполномоченный Донной Леон проводить мероприятия в Венеции Брунетти», ведёт индивидуальные и групповые экскурсии по местам и маршрутам, указанным в романах Леон о комиссаре Гвидо Брунетти[12].